# Lemonias
Ne doit pas être confondu avec Lemonia.
Genre
Lemonias est un genre d'insectes lépidoptères de la famille des Riodinidae et de la sous-famille des Riodininae. 
Ils résident en Amérique du Sud.

## Dénomination
Le genre a été nommé par Jacob Hübner en 1807.

## Liste des espèces
- Lemonias albofasciata (Godman, 1903); présent au Paraguay et en Argentine.
- Lemonias egaensis (Butler, 1867); présent en Guyane et au Brésil.
- Lemonias caliginea (Butler, 1867); présent au Mexique.
- Lemonias ochracea (Mengel, 1902); présent au Paraguay et en Argentine.
- Lemonias sontella (Schaus, 1902); présent au Brésil.
- Lemonias stalachtioides (Butler, 1867); présent au Brésil.
- 'Lemonias theodora (Godman, 1903); présent au Brésil.
- Lemonias zygia Hübner, [1807]; présent en Bolivie et au Brésil.

### Source
- Lemonias sur funet